# IJshockey op de Olympische Winterspelen 1980

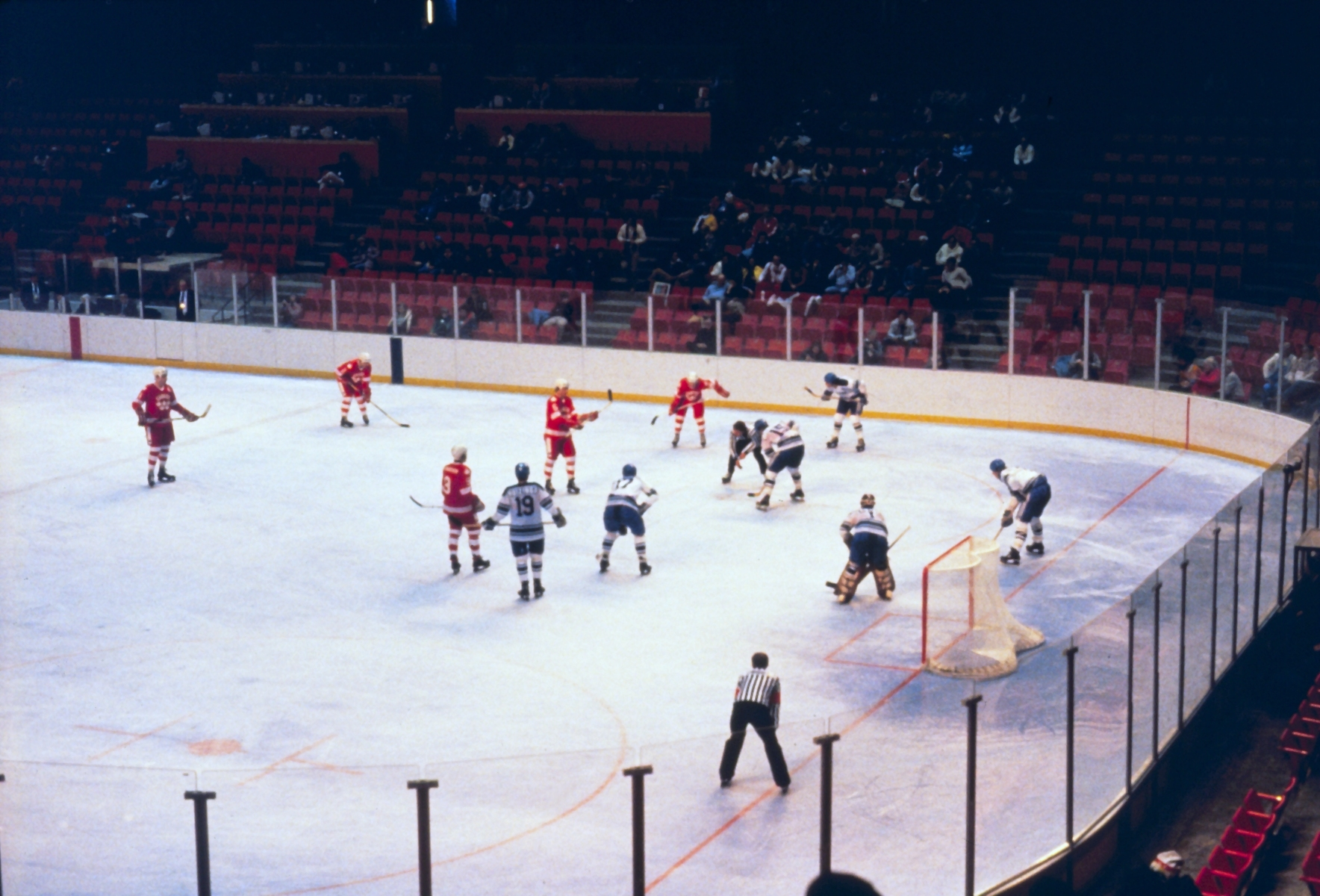
Canada tegen Nederland

IJshockey is een van de sporten die beoefend werden tijdens de Olympische Winterspelen 1980 in Lake Placid, Verenigde Staten. 
Er waren 12 deelnemende landen, de 8 landen die deelnamen aan het A-WK 1979 en de 4 beste landen van het B-WK 1979. De nummer 2 van het B-WK, Oost-Duitsland, besloot niet deel te nemen, ook vervanger Zwitserland (5de) besloot geen team te sturen, zodat alsnog Japan (6de) een uitnodiging kreeg. Dit is tot op heden het enige Olympische ijshockeytoernooi waarvoor Nederland zich wist te plaatsen. De wedstrijd tussen de Verenigde Staten en de Sovjet-Unie op 22 februari 1980 wordt wel het Miracle on Ice genoemd.

## Heren

### Voorronde

#### Groep A
| datum       |  | land        | score  | land      |
| ----------- |  | ----------- | ------ | --------- |
| 12 februari |  | Canada      | 10 - 1 | Nederland |
| 12 februari |  | Finland     | 4 - 5  | Polen     |
| 12 februari |  | Sovjet-Unie | 16 - 0 | Japan     |
| 14 februari |  | Sovjet-Unie | 17 - 4 | Nederland |
| 14 februari |  | Canada      | 5 - 1  | Polen     |
| 14 februari |  | Finland     | 6 - 3  | Japan     |
| 16 februari |  | Nederland   | 3 - 3  | Japan     |
| 16 februari |  | Sovjet-Unie | 8 - 1  | Polen     |
| 16 februari |  | Canada      | 3 - 4  | Finland   |
| 18 februari |  | Canada      | 6 - 0  | Japan     |
| 18 februari |  | Polen       | 3 - 5  | Nederland |
| 18 februari |  | Sovjet-Unie | 4 - 2  | Finland   |
| 20 februari |  | Polen       | 5 - 1  | Japan     |
| 20 februari |  | Finland     | 10 - 3 | Nederland |
| 20 februari |  | Sovjet-Unie | 6 - 4  | Canada    |

|   | land        | Gs | W | G | V | F  | A  | Ptn |
| - | ----------- | -- | - | - | - | -- | -- | --- |
| 1 | Sovjet-Unie | 5  | 5 | 0 | 0 | 51 | 11 | 10  |
| 2 | Finland     | 5  | 3 | 0 | 2 | 26 | 18 | 6   |
| 3 | Canada      | 5  | 3 | 0 | 2 | 28 | 12 | 6   |
| 4 | Polen       | 5  | 2 | 0 | 3 | 15 | 23 | 4   |
| 5 | Nederland   | 5  | 1 | 1 | 3 | 16 | 43 | 3   |
| 6 | Japan       | 5  | 0 | 1 | 4 | 7  | 36 | 1   |

#### Groep B
| datum       |  | land                     | score  | land                     |
| ----------- |  | ------------------------ | ------ | ------------------------ |
| 12 februari |  | Tsjecho-Slowakije        | 11 - 0 | Noorwegen                |
| 12 februari |  | Bondsrepubliek Duitsland | 4 - 6  | Roemenië                 |
| 12 februari |  | Verenigde Staten         | 2 - 2  | Zweden                   |
| 14 februari |  | Zweden                   | 8 - 0  | Roemenië                 |
| 14 februari |  | Bondsrepubliek Duitsland | 10 - 4 | Noorwegen                |
| 14 februari |  | Verenigde Staten         | 7 - 3  | Tsjecho-Slowakije        |
| 16 februari |  | Verenigde Staten         | 5 - 1  | Noorwegen                |
| 16 februari |  | Tsjecho-Slowakije        | 7 - 2  | Roemenië                 |
| 16 februari |  | Zweden                   | 5 - 2  | Bondsrepubliek Duitsland |
| 18 februari |  | Zweden                   | 7 - 1  | Noorwegen                |
| 18 februari |  | Tsjecho-Slowakije        | 11 - 3 | Bondsrepubliek Duitsland |
| 18 februari |  | Verenigde Staten         | 7 - 2  | Roemenië                 |
| 20 februari |  | Roemenië                 | 3 - 3  | Noorwegen                |
| 20 februari |  | Zweden                   | 4 - 2  | Tsjecho-Slowakije        |
| 20 februari |  | Verenigde Staten         | 4 - 2  | Bondsrepubliek Duitsland |

|   | land                     | Gs | W | G | V | F  | A  | Ptn |
| - | ------------------------ | -- | - | - | - | -- | -- | --- |
| 1 | Zweden                   | 5  | 4 | 1 | 0 | 26 | 7  | 9   |
| 2 | Verenigde Staten         | 5  | 4 | 1 | 0 | 25 | 10 | 9   |
| 3 | Tsjecho-Slowakije        | 5  | 3 | 0 | 2 | 34 | 16 | 6   |
| 4 | Roemenië                 | 5  | 1 | 1 | 3 | 13 | 29 | 3   |
| 5 | Bondsrepubliek Duitsland | 5  | 1 | 0 | 4 | 21 | 30 | 2   |
| 6 | Noorwegen                | 5  | 0 | 1 | 4 | 9  | 36 | 1   |

### 5e en 6e plaats
| datum       |  | land              | score | land   |
| ----------- |  | ----------------- | ----- | ------ |
| 22 februari |  | Tsjecho-Slowakije | 6 - 1 | Canada |

### Finaleronde
Onderlinge voorronderesultaten telden ook mee voor de finaleronde.
| datum       |  | land             | score | land        |
| ----------- |  | ---------------- | ----- | ----------- |
| 22 februari |  | Finland          | 3 - 3 | Zweden      |
| 22 februari |  | Verenigde Staten | 4 - 3 | Sovjet-Unie |
| 24 februari |  | Verenigde Staten | 4 - 2 | Finland     |
| 24 februari |  | Sovjet-Unie      | 9 - 2 | Zweden      |

|   | land             | Gs | W | G | V | F  | A  | Ptn |
| - | ---------------- | -- | - | - | - | -- | -- | --- |
| 1 | Verenigde Staten | 3  | 2 | 1 | 0 | 10 | 7  | 5   |
| 2 | Sovjet-Unie      | 3  | 2 | 0 | 1 | 16 | 8  | 4   |
| 3 | Zweden           | 3  | 0 | 2 | 1 | 7  | 14 | 2   |
| 4 | Finland          | 3  | 0 | 1 | 2 | 7  | 11 | 1   |

### Eindrangschikking
| Goud | Zilver | Brons | 4 |
| Verenigde Staten Jim Craig Jack O'Callahan Bill Baker Ken Morrow Mike Ramsey Bob Suter Dave Christian Dave Silk Mark Johnson Rob McClanahan John Harrington Mark Pavelich Buzz Schneider Steve Christoff Neal Broten Mike Eruzione Eric Strobel Mark Wells Phil Verchota | Sovjet-Unie Vladislav Tretjak Vladimir Mysjkin Aleksej Kasatonov Vjatsjeslav Fetisov Valeri Vasiljev Sergej Starikov Zinetoela Biljaletdinov Vasili Pervoechin Boris Michajlov Vladimir Petrov Valeri Charlamov Sergej Makarov Vladimir Golikov Aleksandr Golikov Aleksandr Maltsev Joeri Lebedev Vladimir Kroetov Aleksandr Skvortsov Viktor Zjloektov Helmuts Balderis | Zweden Pelle Lindbergh William Löfqvist Sture Andersson Jan Eriksson Thomas Eriksson Tomas Jonsson Tommy Samuelsson Mats Waltin Ulf Weinstock Bo Berglund Håkan Eriksson Leif Holmgren Bengt Lundholm Per Lundqvist Harald Lückner Lars Molin Lennart Norberg Mats Näslund Dan Söderström Mats Åhlberg                     | Finland Antero Kivelä Jorma Valtonen Seppo Suoraniemi Olli Saarinen Hannu Haapalainen Tapio Levo Kari Eloranta Lasse Litma Esa Peltonen Ismo Villa Mikko Leinonen Markku Kiimalainen Jari Kurri Jukka Koskilahti Hannu Koskinen Reijo Leppänen Markku Hakulinen Jukka Porvari Jarmo Mäkitalo Timo Susi |
| 5 | 6 | 7 | 8 |
| Tsjecho-Slowakije Jiří Králík Karel Lang Jan Neliba Vítězslav Ďuriš Milan Chalupa Arnold Kadlec Miroslav Dvořák František Kaberle Jiří Bubla Milan Nový Jiří Novák Miroslav Fryčer Marián Šťastný Anton Šťastný Vincent Lukáč Karel Holý Jaroslav Pouzar Bohuslav Ebermann Vladimír Martinec Peter Šťastný | Canada Bob Dupuis Paul Pageau Warren Anderson Brad Pirie Randy Gregg Tim Watters Joe Grant Donald Spring Terry O'Malley Ronald Davidson Glenn Anderson Kevin Maxwell James Nill John Devaney Paul MacLean Dan D'Alvise Ken Berry Dave Hindmarch Kevin Primeau Stelio Zupancich                                                                                           | Polen Henryk Wojtynek Paweł Łukaszka Andrzej Ujwary Henryk Janiszewski Henryk Gruth Andrzej Jańczy Jerzy Potz Ludwik Synowiec Marek Marcińczak Stefan Chowaniec Wiesław Jobczyk Tadeusz Obłój Dariusz Sikora Leszek Kokoszka Andrzej Zabawa Henryk Pytel Stanisław Klocek Leszek Jachna Bogdan Dziubiński Andrzej Małysiak | Roemenië Valerian Netedu Gheorghe Huţan Mihail Lucian Popescu Ion Berdilă Şandor Gal Elöd Antal Istvan Antal Doru Moroşan George Justinian Doru Tureanu Dumitru Axinte Marian Costea Constantin Nistor Alexandru Hălăucă Laszlo Solyom Bela Nagy Traian Cazan Adrian Olenici Marian Pisaru Zoltan Nagy |
| 9 | 10 | 11 | 12 |
| Nederland Ted Lenssen (G) John de Bruyn (G) Patrick Kolijn (D) George Peternousek (D) Al Pluymers (D) Rick van Gog (D) Henk Hille (D) Frank van Soldt (D) Harrie van Heumen (F) Larry van Wieren (F) Ron Berteling (F) Dick Decloe (F) Jack de Heer (F) Jan Janssen (F) Klaas van den Broek (F) Leo Koopmans (F) Brian de Bruijn (F) Chuck Huizinga (F) Corky de Graauw (F) Willem Klooster (F) Hans Westberg (coach) Dummy Smit (teammanager) J. Serrarens (teamarts) Karel Crouwel (masseur) Henri Seriese (equipment manager) | Bondsrepubliek Duitsland Bernd Englbrecht Sigmund Suttner Udo Kießling Harald Krüll Klaus Auhuber Horst-Peter Kretschmer Joachim Reil Peter Scharf Rainer Philipp Franz Reindl Marcus Kuhl Martin Hinterstocker Uli Egen Gerd Truntschka Hans Zach Hermann Hinterstocker Ernst Höfner Vladimir Vacatko Martin Wild Holger Meitinger                                      | Noorwegen Jim Marthinsen Thore Wålberg Nils Nilsen Thor Martinsen Trond Abrahamsen Rune Molberg Øivind Løsåmoen Erik Pedersen Øystein Jarlsbo Håkon Lundenes Geir Myhre Morten Johansen Morten Sethereng Knut Andresen Tore Falch Nilsen Tom Røymark Vidar Johansen Petter Thoresen Knut Fjeldsgaard Stephen Foyn          | Japan Minoru Misawa Takeshi Iwamoto Hiroshi Hori Iwao Nakayama Norio Ito Hitoshi Nakamura Tadamitsu Fujii Koji Wakasa Yoshiaki Kyoya Katsutoshi Kawamura Takeshi Azuma Satoru Misawa Mikio Matsuda Sadaki Honma Hideo Sakurai Tsutomu Hanzawa Hideo Urabe Osamu Wakabayashi Mikio Hosoi Yoshio Hoshino |

Antwerpen 1920 · 
Chamonix 1924 · 
St. Moritz 1928 · 
Lake Placid 1932 · 
Garmisch-Partenkirchen 1936 · 
St. Moritz 1948 · 
Oslo 1952 · 
Cortina d'Ampezzo 1956 · 
Squaw Valley 1960 · 
Innsbruck 1964 · 
Grenoble 1968 · 
Sapporo 1972 · 
Innsbruck 1976 · 
Lake Placid 1980 · 
Sarajevo 1984 · 
Calgary 1988 · 
Albertville 1992 · 
Lillehammer 1994 · 
Nagano 1998 · 
Salt Lake City 2002 · 
Turijn 2006 · 
Vancouver 2010 · 
Sotsji 2014 · 
Pyeongchang 2018 · 
Peking 2022

Lijst van olympische medaillewinnaars
Alpineskiën · Biatlon · Bobsleeën · Kunstrijden · Langlaufen · Noordse combinatie · Rodelen · Schaatsen · Schansspringen · IJshockey